# 两亲性多肽
两亲性多肽 （PAs）是一种兼具亲水性肽列与疏水性烷基链的肽分子，有时也称肽两亲物。可自组装成超分子纳米结构，形状包括：球形胶束状，扭曲的条带状和高纵横比的纳米纤维状  等。
肽两亲物通常包含连接至脂质尾部的亲水性肽序列，与具有10至16个碳的疏水性烷基链。  因此，它们也可以被认为是脂肪肽的一种。另外，有一种特殊类型的两亲性多肽，是由带电荷的残基和中性残基以重复方式交替构成的，例如RADA16-I。
PAs于1990年代和2000年代被合成，并且广泛用于诸如纳米载体，纳米药物和显像剂等医疗相关领域。 但是，它们的主要潜力可能在再生医学中，用来培养和传递细胞和生长因子。 

## 历史
肽两亲物是在1990年代开发的。 他们是在1995年被Matthew Tirrell小组首次发现的。   这些首次被报道的PA分子由两个结构域组成：一个具有亲脂性，另一个具有亲水性，由于亲油性域与溶剂的缔合（疏水作用），其自组装成球形超分子结构，从而形成了纳米结构的核心。 而亲水性残基暴露于水，从而产生可溶性纳米结构。 
Samue I. Stupp 实验室的Hartgerink等在21世纪初期合成了一个两亲性多肽，其具有三个结构域：疏水尾部，具有折叠结构的氨基酸，和一个设计成增加分子水溶性和/或通过与生物系统相互作用来实现生物学功能的肽表位。  另外，PA可以包含靶向或信号传导表位，其允许形成的纳米结构通过与生物系统相互作用而执行靶向或信号传导的生物学功能。  两亲性多肽的自组装过程是通过形成β-折叠的氨基酸之间的氢键结合以及尾部的疏水塌陷实现的，从而形成在纳米纤维表面以极高的密度呈递肽表位的圆柱状胶束。这种分子自组装成纤维的过程自发于所有的两亲性多肽分子溶液中，并且具有一个小到可以忽略不计的临界胶束浓度。通过改变pH值或添加平衡离子来屏蔽纤维带电的表面，该分子溶液可以形成凝胶。研究显示，由于生理溶液中平衡离子的存在，在体内注射多肽两亲分子溶液会形成原位凝胶。它的这种特性以及材料的完全生物可降解性，使之在体外和体内治疗中有许多应用。 

## 应用领域
该分子的化学性质使得其自组装纤维和凝胶的机械性能和生物活性具有可调整性。生物活性序列可用于结合生长因子，使其以高密度定位并呈递至细胞，或直接模拟内源性生物分子的功能。模仿纤连蛋白粘附性的RGD环序列，层粘连蛋白和纤连蛋白中的IKVAV序列和结合硫酸肝素的共有序列只是已被合成的大型序列库中的少数。这些分子和它们制成的材料已被证明可有效促进细胞粘附，伤口愈合，骨骼矿化，细胞分化甚至小鼠脊髓损伤后的功能恢复。 
除此之外，两亲性多肽可根据需求被合成为更复杂的结构。近年来，具有更先进的结构和潜在应用的生物活性材料的两亲性多肽被合成。在其中的一项研究中，对两亲性多肽溶液进行热处理使其材料中形成大的双折射区域，该区域可以通过一个弱剪切力而使纳米纤维排列成一个连续的单域凝胶。而这种用于排列材料的弱剪切力能够将活细胞封装在这些凝胶中，从而在依赖细胞极性和对齐功能的组织再生中进行应用。在另一项研究中，带正电荷的两亲性多肽和带负电荷的长生物聚合物结合能形成分层有序的膜。当两种溶液接触时，每种溶液的成分之间的静电络合会形成扩散阻挡层，从而阻止溶液混合。随着时间的流逝，渗透压差驱使聚合物链通过扩散屏障进入两亲性多肽区，从而形成垂直于界面的，随时间增长的纤维。通过将一种溶液滴入另一种溶液中，这些材料可以制成平展的膜状或球形的囊状物。这些材料具有坚固的特性可被用于机械处理，并且可以通过改变生长条件和时间来获得一系列其他优异的性能。它们可以掺入具有生物活性的两亲性多肽，来包裹细胞和生物分子，并具有生物相容性和生物可降解性。 